# Mackenziaena
A Mackenziaena a madarak osztályának verébalakúak (Passeriformes) rendjébe és a hangyászmadárfélék (Thamnophilidae) családjába tartozó nem.

## Rendszerezésük
A nemet Charles Chubb írta le 1918-ban, az alábbi 2 faj tartozik ide:
- Mackenziaena leachii
- Mackenziaena severa

## Előfordulásuk
Dél-Amerika keleti részén, Argentína, Brazília és Paraguay területén honosak. A természetes élőhelyük a szubtrópusi vagy trópusi erdők és cserjések. Állandó, nem vonuló fajok.

## Megjelenésük
Testhosszuk 21–26 centiméter közötti.

## Életmódjuk
Nagyobb rovarokkal és más ízeltlábúakkal táplálkoznak, de fogyasztanak csigákat is.